# Place (Kielno)
Place – część wsi Kielno w Polsce, położona w województwie pomorskim, w powiecie wejherowskim, w gminie Szemud. Wchodzą w skład sołectwa Kielno.
W latach 1975–1998 Place administracyjnie należały do województwa gdańskiego.